# For Honor
For Honor je akční videohra z roku 2017 vyvinutá společností Ubisoft Montreal a vydaná Ubisoftem. Hra umožňuje hráčům hrát v rolích historických vojáků a válečníků, jako jsou rytíři, samurajové a vikingové, z pohledu třetí osoby. Hra byla představena v roce 2015 na konferenci E3 a byla vydána 14. února 2017 pro Microsoft Windows, PlayStation 4 a Xbox One.
For Honor získal příznivé recenze, přičemž kritici chválili zejména obtížnou a originální bojovou mechaniku.

## Hratelnost
For Honor je akční bojová videohra s fantastickými prvky zasazená v období středověku. Hráči v ní mohou bojovat za jednu z pěti frakcí: Iron Legion (rytíři), Warborn (vikingové), Dawn Empire (samurajové), Wu Lin (starověcí Číňané) a Pirates (piráti). Frakce Wu Lin byla do hry přidána v říjnu 2018 v rámci rozšíření Marching Fire a pirátská frakce byla přidána v lednu 2022. Všichni hrdinové jsou jedineční a mají své vlastní zbraně, schopnosti a bojové styly. Hráči proti sobě bojují zbraněmi na blízko, jež jsou specifické pro jejich třídy. Když hráči provádí určité akce, jako je zabití několika nepřátel po sobě, mohou získávat výhody, tzv. Feats. Díky těmto výhodám mohou obdržet další body a sílu, přivolat salvu šípů nebo útok katapultem nebo se vyléčit. Ve většině misích mohou hráče doprovázet společníci s umělou inteligencí. Jsou však slabší než běžní hráči a nepředstavují tak většinou žádnou hrozbu.
Součástí hry je taktický bojový systém zvaný „Art of Battle“, jenž se spouští ve dvou případech. Buďto hráč narazí na jiného hráče či společníka s umělou inteligencí ve hře pro více hráčů, nebo narazí na protivníka s vyšším počtem životů v kampani. Hráči vstupující do soubojového režimu proti sobě míří svými zbraněmi. Hráči si poté mohou vybrat, jakým způsobem nastaví proti nepřátelským hráčům, na které plánují zaútočit, svou zbraň. Mají na výběr ze tří směrů: seshora, zprava a zleva. Sledováním rad na obrazovce a pohybů oponentů, které odráží jejich příslušnou útočnou pozici, mohou hráči vybrat správnou pozici k blokování útoků nepřátelských hráčů. Hráči také mohou používat speciální schopnosti, jež se liší na základě hraného hrdiny. Jedná se například o narážení do nepřátel svými rameny a provádění couvání. Hráči také mohou rozhodovat o síle každého z útoků. Cílem bojového systému je, aby hráči mohli „ve svých rukách pocítit váhu zbraně.“
Módy pro více hráčů obsahují podobně jako kampaň pro jednoho hráče výhody, společníky s umělou inteligencí a systém Art of Battle. Hráči mohou ve hře zranit své spoluhráčce, pokud je náhodně nebo úmyslně zasáhnou svými čepelemi. Prvky multiplayeru dovolují hráčům upravovat svoje postavy, a to například brnění, které hrdinové nosí, může být vyměněno za jiné či přímo upraveno. Ve hře bylo po vydání dostupných pět módů: Dominion, Brawl, Duel, Skirmish a Elimination. Nato byl do hry přidán Ranked Duel. Následně byl do hry přidán mód Tribute a v říjnu 2018 v rámci rozšíření Marching Fire mód Breach.